# Дачная (платформа Горьковской железной дороги)
Дачная — остановочный пункт Горьковской железной дороги в Кировской области, городской округ Киров, Ленинский район.
Расположена между станциями Чухломинский и Лянгасово-Пассажирская.
Количество путей: 1
Количество платформ: 1
Форма платформы: прямая
Тип платформы: боковая
От платформы отходят два направления:
Дачная — Лянгасово Пассажирская. Однопутный электрифицированный участок.
Дачная — Чухломинский. Однопутный электрифицированный участок.